# أبلق شمالي

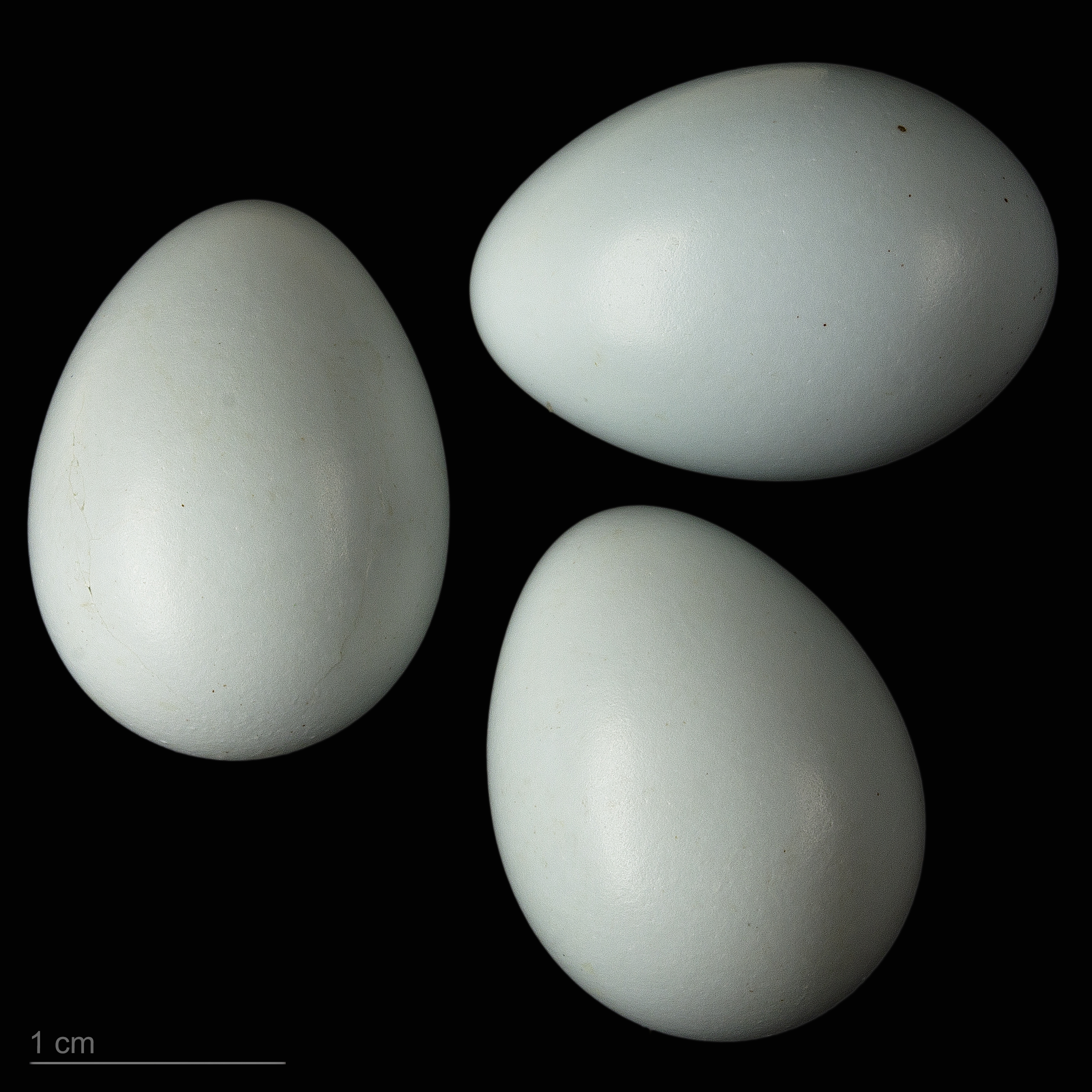
Oenanthe oenanthe oenanthe

أبلق شمالي (الاسم العلمي: Oenanthe oenanthe) (بالإنجليزية: Northern Wheatear)‏ هو نوع من الطيور يتبع جنس الأبلق من فصيلة صائدات الذباب. يتميز بوجود قناع أسود ضيق يمتد من المنقار ويتسع خلف العينين مثل العائلة الصردية، يعلوه شريط أبيض، السطح الظهري والرأس رمادي مزرّق جميل، منطقة نهاية الذيل والأجنحة سوداء اللون، والسطح البطني (الصدر) أفتح لوناً أو وردي اللون. الذيل أبيض مع نهاية سوداء عريضة تتخذ شكل حر T، مقلوبة وطريلة يعلوها اللون الأبيض ومن خلاله يمكن التعرف عليه بسهولة.

## وصلات خارجية
- Northern Wheatear videos, photos & sounds on the Internet Bird Collection
- Ageing and sexing (PDF; 4.3 MB) by Javier Blasco-Zumeta & Gerd-Michael Heinze